# Cyrtanthus loddigesianus
Cyrtanthus loddigesianus là một loài thực vật có hoa trong họ Amaryllidaceae. Loài này được (Herb.) R.A.Dyer mô tả khoa học đầu tiên năm 1979.